# Royn Hvalba
Der Royn Hvalba, oder auch Bóltfelagið Royn, war ein färöischer Fußball- und Sportverein in Hvalba auf Suðuroy. Der Verein spielte 2016 in der 2. Deild, der dritthöchsten Spielklasse im färöischen Männerfußball.

## Geschichte
Die Mannschaft spielte lediglich im Gründungsjahr 1942 in der höchsten färöischen Liga und schied dort im Finale der Südgruppe mit 0:5 gegen TB Tvøroyri aus. Seitdem trat Royn Hvalba nur in unterklassigen Meisterschaften an. Der größte Erfolg der Vereinsgeschichte war das Erreichen des Pokalfinales im Jahr 1983. Im Halbfinale bezwang Royn Hvalba den Titelverteidiger HB Tórshavn, musste sich jedoch im Finale GÍ Gøta klar mit 1:5 geschlagen geben.
Zuletzt gelang 2011 der Aufstieg in die 2. Deild (dritthöchste Liga), jedoch musste das Team nach Platz neun im Jahr 2012 für das Folgejahr wieder in die 3. Deild absteigen. 2015 spielt Royn wieder in der 2. Deild.
Anfang 2017 schloss sich Royn Hvalba mit TB Tvøroyri und FC Suðuroy zum in der Betrideildin antretenden Verein TB/FC Suðuroy/Royn zusammen. Nachdem die Fusion Ende 2018 wieder aufgelöst worden war, spielte Royn in der 3. Deild und erreichte den Aufstieg in die 2. Deild. 2021 belegte Royn den vorletzten Platz und stieg wieder in die 3. Deild ab, im Jahr darauf gelang der direkte Wiederaufstieg.

## Trainer
- Rólant Sørensen (1983–1984)[1]
- Vilmund Michelsen (1984)
- Rólant Sørensen & Kristin Michelsen (1986)
- Erik Thomsen (1987)
- Vilmund Michelsen (1988)
- Arni Petersen (1989–1990)
- Lynge Nielsen (1992)
- Vilmund Michelsen (1993)
- Jákup Midjord (1996)
- Milan Cimburovic (1998)
- Zoran Mancic (1999–2000)
- {Eyðun Svalbard (2001–2002)
- Sveinbjörn Daníelsson (2003–2005)
- Ingi Mortensen (2011)
- Rúni Thomsen (2012)
- Trúgvi Midjord (2012)
- Kim Mortensen (2013)
- Trúgvi Midjord (2014)
- Eyðun Svalbard (2015)
- Rúni Thomsen (2016)
- John Petersen (2019)
- Brynjar Poulsen (2020–2022)
- Ken Fagerberg (2023)

## Erfolge
- Färöische Fußballmeisterschaft: Regionalfinale 1942
- 1× Pokalfinalist: 1983